# Popis hrvatskih veleposlanika u Češkoj
Republika Hrvatska i Češka Republika održavaju diplomatske odnose od 1. siječnja 1993. Sjedište veleposlanstva je u Pragu.

## Veleposlanici
Veleposlanstvo Republike Hrvatske u Češkoj Republici osnovano je odlukom predsjednika Republike od 23. rujna 1992.
| Veleposlanik     | Postavljenje        | Opoziv             | Sjedište |
| ---------------- | ------------------- | ------------------ | -------- |
| Zlatko Stahuljak | 20. srpnja 1992.    | 15. ožujka 1998.   | Prag     |
| Zoran Pičuljan   | 15. ožujka 1998.    | 15. prosinca 2002. | Prag     |
| Viktor Brož      | 2. listopada 2003.  | 31. prosinca 2006. | Prag     |
| Marijan Ramušćak | 2. siječnja 2007.   | 28. veljače 2009.  | Prag     |
| Frane Krnić      | 26. ožujka 2009.    | 30. rujna 2013.    | Prag     |
| Ines Troha Brdar | 15. listopada 2013. | 31. prosinca 2018. | Prag     |

## Vanjske poveznice
- Češka na stranici MVEP-a